# أغوستن ساوتو أرانا
أغوستن ساوتو أرانا (بالإسبانية: Bata) المعروف بـباتا من مواليد 11 مايو 1908 في باراكالدو، إسبانيا - توفي في 21 أغسطس 1986 في فال دي تراباغا-تراباغاران، إسبانيا، كان لاعب كرة قدم إسباني كان يلعب كمهاجم.

## المسيرة الاحترافية

### أندية لعب لها
- نادي باراكالدو
- أتلتيك بيلباو

## روابط خارجية
- أغوستن ساوتو أرانا على موقع ناشيونال فوتبول تيمز (الإنجليزية)